# Vành đai núi lửa México
Vành đai núi lửa Mexico (tiếng Tây Ban Nha: Eje Volcánico Transversal) hay còn được người địa phương gọi là Sierra Nevada (Dãy Núi Tuyết) là một vành đai núi lửa bao phủ vùng nam trung bộ México. Một số đỉnh núi cao nhất phủ tuyết quanh năm và khi trời trong, chúng có thể nhìn thấy được từ phần lớn những địa điểm xung quanh vùng cao nguyên của chúng.

## Lịch sử
Vành đai núi lửa México kéo dài qua miền Trung-Nam Mexico từ Thái Bình Dương đến Vịnh Mêhicô từ 18 ° 30'N đến 21 ° 30'N, nằm trên mép phía Nam của lục địa Bắc Mỹ. Cấu trúc rộng khoảng 1000 km dài 90–230 km này là một hồ quang núi lửa theo hướng đông, tây, hoạt động, lục địa; Bao gồm một diện tích khoảng 160.000 km2. Trong vài triệu năm, sự lún xuống của các biển Rivera và Cocos bên dưới tấm Bắc Mỹ dọc theo phía bắc của ranh giới Trung Mỹ đã tạo thành vùng núi lửa xuyên México. Vùng núi lửa xuyên México là một đai núi lửa duy nhất; Nó không phải là song song với đường rãnh Trung Mỹ, và rất nhiều các tầng lớp chính stratovcano được định vị xiên với vị trí chung của vòng cung. Ngoài các phức tạp về mặt lý thuyết, các thành phần của lửa có sự khác biệt lớn giữa các sản phẩm liên quan đến sự liên kết ngược lại với các chữ ký địa lý hóa học bên trong. Nhiều khía cạnh hấp dẫn của vành đai đã thúc đẩy một số giả thuyết dựa trên một kịch bản giảm dần điển hình; Các lỗ hổng chuyển đổi rò rỉ bên trong lớp vỏ, lông cừu, lục địa rifting, và bước nhảy của Pacific Rise về phía đông. Những đặc điểm này liên quan một phần đến việc kích hoạt lại hệ thống đứt gãy sớm trong quá trình tiến hóa của vùng núi lửa xuyên México. Hình học, mô hình động học và tuổi tác của hệ thống lỗi giòn chính xác định một mảng phức tạp về những gì có thể là nhiều yếu tố ảnh hưởng đến sự biến dạng của vành đai. Nó thể hiện nhiều đặc tính núi lửa, không giới hạn ở các tầng bình lưu lớn, bao gồm núi lửa đơn nguyên, núi lửa lá chắn, phức hợp mái vòm nham thạch, và các núi lửa lớn.

## Khuôn khổ địa chất

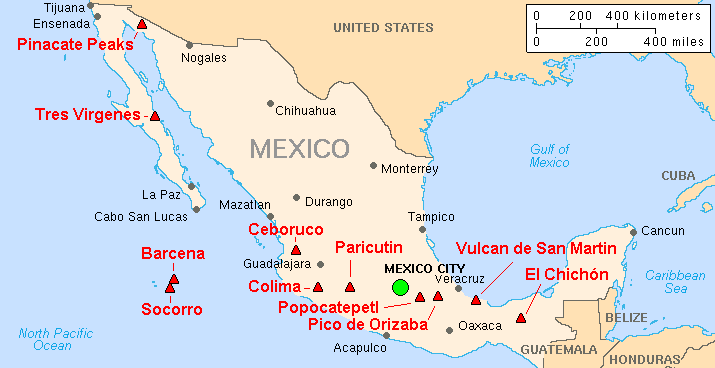
Núi lửa chính của Mexico. Từ tây sang đông, các ngọn núi lửa thuộc vành đai núi lửa xuyên Mêhicơ là: Nevado de Colima, Parícutin, Popocatépetl và Pico de Orizaba.

Trước khi hình thành Vành đai núi lửa México, một vành đai núi lửa cũ nhưng có liên quan, Sierra Madre Occidental bao phủ vùng này. Trở lại Eocene, sự biến dạng sau Laramide, sự phun trào liên quan đến lật đổ đã hình thành vòng cung núi lửa silic Sierra Madre Occidental tại một khu vực paleo-subduction nằm ngoài khơi bờ biển Baja California, trước khi bán đảo này trôi đi. Từ Eocene muộn đến giữa Miocene, vòng quay ngược chiều kim đồng hồ của vòng cung núi lửa đã chuyển vùng Sierra Madre Occidental đã hoạt động thành một vành đai núi lửa xuyên Mexico hiện đang hoạt động. Vào giữa Miocen giữa, quá trình chuyển đổi từ các chất silic sang thành các mafic đã hoàn thành và có thể được coi là sự khởi đầu của Vùng núi lửa xuyên Mêhicô. Do định hướng trực giao của Vùng núi lửa xuyên México liên quan đến xu hướng của các tỉnh kiến tạo México, tầng hầm trước và sau của nó không đồng nhất. Vùng núi lửa xuyên México ở phía đông 101 ° W phụ thuộc vào các đới đất Precambrian, được lắp ráp thành vi tiểu lục địa Oaxaquia và trên lục địa Paleozoic Mixteco. Phía Tây 101 ° W, Vùng núi lửa xuyên México nằm trên đỉnh terran Guerro phức hợp - gồm các vòng cung cận biên từ Jurassic đến Cretaceous, được xây dựng trên các trầm tích siliclastic Triasis - Juras sớm. Các tầng đá tầng hầm này có độ dày từ 50–55 km về phía đông của 101 ° W và 35–40 km về phía tây của 101 ° W.